# Sökespor Kulübü
Il Sökespor Kulübü è una società calcistica turca con sede a Söke.
Fondato nel 1954 il club nel 2013 milita nella Bölgesel Amatör Lig.
I colori sociali del club sono il rosso-blu.

## Stadio
Il club gioca le gare casalinghe al Söke Stadyumu, che ha una capacità di 6000 posti a sedere.

## Campionati
- Süper Lig: ?
- TFF 1. Lig: 1986-1987, 1989-1994
- TFF 2. Lig: ?
- TFF 3. Lig: 1984-1986, 1987-1989, 1994-1998
- Bölgesel Amatör Lig: 1998-

## Palmarès
- TFF 3. Lig: 2

1985-1986, 1988-1989